# Plaques de matrícula de Brunei

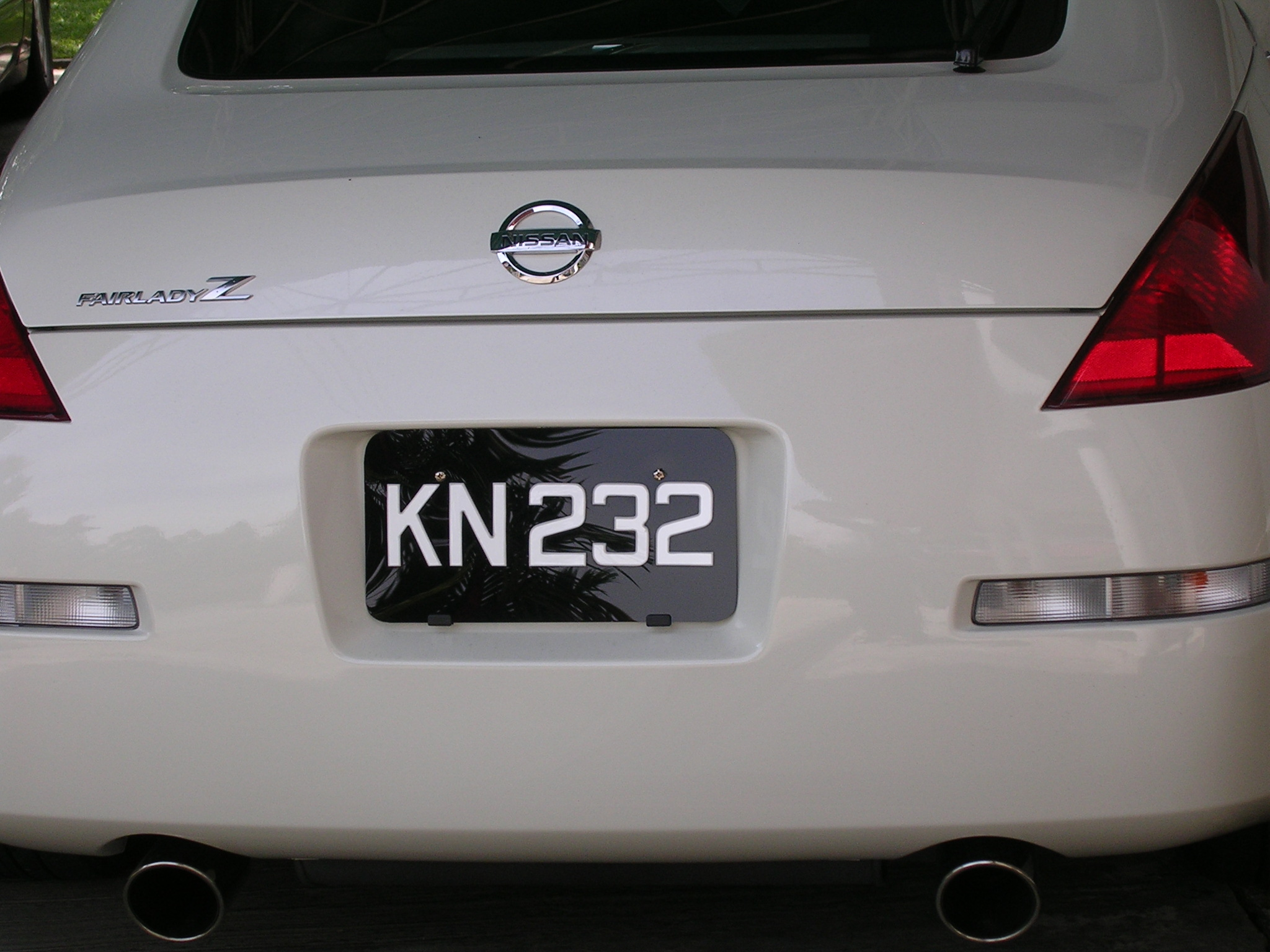
Placa de matrícula de Brunei.

La llei del sultanat estableix que tots els vehicles a motor exhibeixin les plaques de matrícula. El lliurament de les plaques està regulat i administrat pel Departament de Transport Terrestre de Brunei des del 1924 en què va entrar en vigor la Promulgació de motors de tracció i cotxes a motor.
Tots els vehicles han de mostrar la mateixa combinació i en els mateixos colors a la placa anterior i posterior del vehicle. El format que tenen és de caràcters blancs sobre fons negre, independentment del vehicle.
La matrícula està formada per una o diverses lletres seguides de fins a quatre xifres sense zeros a l'esquerra (AA1111).

## Dimensions
La forma i la mida de les plaques dels vehicles, a excepció de les motocicletes i scooters, es limiten a, ja sigui 342.9 mm per 215.89 mm o 533,4 mm per 152,39 mm. Les plaques de les motocicletes són generalment més petites, ja siguin en 171,45 mm per 107,95 mm o 215,89 mm per 76,2 mm. La mida de les lletres i les xifres de la matrícula està definit en per ser de 88,9 mm per 63.5 mm per 15.875 mm per a tots els vehicles excepte per a motocicletes, que es defineixen en 63,5 mm per 44.45 mm per 7,9375 mm.

## Tipus

### Família reial
Alguns dels vehicles dels membres de la família reial de Brunei inclòs el sultà i el príncep hereu tenen plaques úniques.

### Vehicles diplomàtics
El format dels vehicles diplomàtic és 11-NN-DC on 11 són dues xifres, NN és el nombre de missió a l'estranger (per exemple, EUA = 9) i DC indica un cotxe diplomàtic. Les plaques tenen un fons blanc amb els dígits en negre.

### Taxis i autobusos
El format per a taxis i autobusos és el mateix que els dels vehicles privats, però les plaques tenen un fons verd amb els dígits també blancs igual que amb els vehicles privats.

### Concessionaris
Les plaques de matrícula temporal se'ls dona als concessionaris d'automòbils perquè els automòbils puguin ser transportats a llocs d'exposició, per a proves de conducció, etc. Aquestes plaques tenen un fons blanc amb dígits vermells.

### Vehicles militars
Els vehicles militars porten unes plaques amb els dígits blancs sobre un fons negre. No obstant això, el sistema de numeració és diferent al dels vehicles privats, tots els vehicles militars estan registrats amb el format MOD1111A, on MOD indica que és el Ministeri de Defensa, seguit de quatre xifres sense zeros a l'esquerra i la "'A'" indica sota quina branca de les forces armades està registrat el vehicle.